# Longino Di Piazza
Longino Di Piazza (Trieste, 1º febbraio 1920 – Genova, 7 luglio 2001) è stato un calciatore italiano, di ruolo centrocampista o attaccante.

## Carriera
Ala longilinea in grado di coprire entrambe le fasce laterali, cresciuto in una formazione della sua città natale, la Fortitudo Trieste, viene acquistato nel 1938 dal Genova 1893. Esordisce in Serie A il 18 dicembre 1938 nell'incontro interno contro il Napoli, realizzando una doppietta decisiva per il successo dei rossoblu. Dopo quell'inizio, chiuso da Pietro Arcari, Sergio Bertoni e Angelo Cattaneo, non riesce ad imporsi come titolare scendendo in campo in 6 occasioni, e realizzando un'altra rete in occasione del successo interno sulla Roma, mentre è protagonista assoluto del campionato riserve, che vede il Genova 1893 aggiudicarsi il titolo nazionale di categoria.
Nella stagione successiva resta nelle file del Genova 1893 ma non scende mai in campo in gare di campionato, mentre in seguito resta inattivo fino alla fine della seconda guerra mondiale. Nel 1945 torna in attività disputando l'anomalo campionato 1945-1946 con la maglia dell'Andrea Doria, realizzando 2 reti in 13 incontri fra cui una del derby contro il Genoa del 16 dicembre 1945, vinto dai doriani per 3 a 0.
Inizialmente escluso dalla rosa della neocostituita Sampdoria, disputa l'annata Serie B 1946-1947 col Savona in Serie B, per poi approdare in blucerchiato la stagione successiva. Di Piazza, nell'attacco della Sampdoria dell'epoca, trova tuttavia poco spazio, scendendo in campo in 7 occasioni e andando a segno nel 6-1 interno dei blucerchiati contro il Vicenza.
A fine stagione torna nelle serie minori, prima con la maglia della Carrarese e successivamente con l'Anconitana, dove resta tre anni ottenendo una promozione in Serie B subito seguita da due retrocessioni consecutive.
Successivamente passa alla Valenzana in IV Serie, ai Vigili Urbani Genova ed infine alla Pegliese, sodalizio in cui chiude la carriera agonistica.
In carriera ha totalizzato complessivamente 13 presenze e 4 reti nella Serie A a girone unico, e 53 presenze e 9 reti in Serie B.
Il cognome corretto era Dipiazza, come da copia integrale dell'atto di nascita e battesimo avvenuto il 28/2/1920. Figlio di Dipiazza Giuseppe n. il 6/3/1892 e Vittoria Bencic n.il  5/2/1897. Quando si Trasferì a Genova, l'anagrafe di Genova errò nel trascrivere il cognome che, all'anagrafe di Trieste risulta essere Dipiazza.

## Palmarès

### Club

#### Competizioni nazionali
- Serie C: 1

Anconitana: 1949-1950